# Iñaki Descarga
Iñaki Descarga Retegui, né le 25 août 1976 à Irun, est un footballeur professionnel espagnol, aujourd'hui retraité. Il occupe le poste de défenseur.

## Biographie
Après avoir passé de nombreuses années en deuxième division espagnole, dont huit à Levante où il occupe le rôle de capitaine, Iñaki Descarga part en Pologne en 2008, au Legia Varsovie. Peu utilisé, il quitte le club au bout d'une saison et retourne dans son club formateur, la Real Unión. En 2011, il met un terme à sa carrière.

## Palmarès
- Champion d'Espagne de D2 : 2004
- Vice-Champion de Pologne : 2009